# Коломб Спортив
«Коломб Спортив дю Джа э Лобо» (фр. Colombe sportive du Dja et Lobo) — камерунский футбольный клуб из города Сангмелимы. Выступает в Чемпионате Камеруна. Основан в 1960 году.

## История
«Коломб Спортив» принимал участие в первом чемпионате Камеруна в 1961 году, единственный клуб из Сангмелимы, который выступал в высшем дивизионе. Выиграв зональный турнир Южного региона в 1986 году, клуб вернулся в элитный дивизион и выступал в нём 7 лет, до выбывания после сезона 1992/93 годов.
В 2016 году клуб снова получил право играть в высшем дивизионе после 23 лет отсутствия. По итогам сезона-2019/20 «Коломб Спортив» впервые попал в призёры, заняв в чемпионате 3 место. В 2024 году клуб завоевал первый Кубок Камеруна, обыграв в финале «Эгль Руаяль» со счётом 1:0, а в сезоне 2024/25 годов выиграл первый титул чемпиона Камеруна.
В 2022 году действующий полузащитник клуба Жером Нгом Мбекели попал в заявку сборной команды Камеруна на чемпионат мира, он стал одним из всего двух представителей чемпионата Камеруна в команде.
Хотя клуб представляет город Сангмелиму и департамент Джа и Лобо Южного региона, с 2020 года команда проводит домашние матчи и базируется в Яунде.

## Достижения
- Чемпион Камеруна: 2024/25
- Обладатель Кубка Камеруна: 2024